# Sebastian Rejman
Sebastian Rejman (13 de enero de 1978) es un cantante, actor y presentador de televisión finlandés conocido por ser el vocalista y guitarrista de la banda The Giant Leap. También se encarga de la composición de canciones para la banda, junto a Petri Somer.
Representó a Finlandia en el Festival de la Canción de Eurovisión 2019 con la canción "Look Away", en colaboración con el DJ Darude.

## Vida y carrera
Rejman nació y se crio en Kallio, Helsinki. Comenzó a tocar la guitarra y a cantar a los 14 años. Como influencias musicales, cita a Elvis Presley y Bruce Springsteen.
Rejman participó en el programa Guerra de coros del canal finlandés Nelonen en la primavera de 2010, donde dirigió el coro de Helsinki, siendo este el primero en ser eliminado de la competición.
Además de las canciones de The Giant Leap, Rejman y Somer junto a Lasse Wikman y Samppa Komokallio escribieron una canción llamada "Fragile Ice" para la banda Taikakuu. Rejman también escribió, junto al  compositor Esa Nieminen, a Riku Torkkeli la canción "The Moment But We Flew".
Desde 2012, Rejman también ha actuado como presentador de televisión conduciendo el programa Talent con Lorenz Backman. Ha sido presentador de Splash y ha trabajado como reportero en el backstage de La Voz Finlandia. En 2014, fue presentador en el programa Jukebox, y también organizó el concierto final de We Want More junto a Kristiina Komulainen.
Desde 2018, ha actuado en la serie hospitalaria Syke, como el doctor Jesseä.